# NGC 1385
NGC 1385 è una galassia a spirale barrata situata nella costellazione della Fornace, a una distanza di circa 66 milioni di anni luce dalla nostra Via Lattea.

## Scoperta
La galassia è stata scoperta il 17 novembre 1784 dall'astronomo britannico di origine tedesca William Herschel.

## Descrizione
NGC 1385 ha una classe di luminosità III-IV e presenta una larga riga a 21 cm dell'idrogeno neutro.
Nella galassia sono presenti anche regioni di idrogeno ionizzato.

## Gruppo di NGC 1395
NGC 1385 fa parte del Gruppo di NGC 1395, a sua volta incluso nel più vasto Ammasso di Eridano, e che comprende almeno 31 galassie, tra cui NGC 1315, NGC 1325, NGC 1331, NGC 1332, NGC 1347, NGC 1353, NGC 1371, NGC 1377, NGC 1385, NGC 1395, NGC 1401, NGC 1414, NGC 1415, NGC 1422, NGC 1426, NGC 1438, NGC 1439, IC 1952, IC 1953 e IC 1962.